# 亀田三兄弟
亀田三兄弟（かめださんきょうだい）は、大阪府大阪市西成区天下茶屋出身の三兄弟プロボクサー。
亀田興毅（元WBA世界ライトフライ級王者・元WBC世界フライ級王者・元WBA世界バンタム級王者）、亀田大毅（元WBA世界フライ級王者・元IBF世界スーパーフライ級王者）、亀田和毅（元WBO世界バンタム級王者・元WBC世界スーパーバンタム級暫定王者）を指す。

## 概要
父の亀田史郎が、「3人を（ボクシングの）世界チャンピオンに育てる」と宣う。長男の興毅がまだアマチュアだった2000年頃からTBSが密着取材をし、独特のトレーニング方法等を取り上げた特集番組が放映される。2005年5月、興毅がグリーンツダボクシングクラブから協栄ボクシングジムに移籍し、4人が上京をした辺りから他のメディアでも多く取り扱われるようになる。

## 人物
- 長男：亀田興毅（かめだ こうき、1986年11月17日 - ）
  - 現役時代の所属はグリーンツダ→協栄→亀田→ヘイモン・ボクシング。
  - キャッチコピーは「浪速乃闘拳（なにわのとうけん）」。対戦相手を過激に挑発するパフォーマンスや言動がしばしばメディアで取り上げられ、賛否両論がある。左利きである。
  - 2003年アマチュア時代、第55回全日本社会人ボクシング選手権大会優勝。
  - 2005年8月21日、OPBF東洋太平洋フライ級王座を獲得。日本人ボクサーのOPBF王座としては史上2位の年少記録。
  - 2006年8月2日、WBA世界ライトフライ級王座を獲得。
  - 2009年11月29日、WBC世界フライ級王者内藤大助を判定で下し、日本人ボクサー史上7人目の2階級制覇を達成した。
  - 2010年12月26日、元WBA世界スーパーフライ級王者アレクサンデル・ムニョスと対戦。結果は判定で下し、WBA世界バンタム級王座を獲得。日本人ボクサーとしては初の3階級制覇を達成した。
  - 2015年10月16日、現役引退（35試合33勝2敗 - デビューから22試合無敗だった）。
  - 現在は3150FIGHTファウンダー。
- 次男：亀田大毅（かめだ だいき、1989年1月6日 - ）
  - 現役時代の所属は協栄→亀田→ヘイモン・ボクシング。
  - キャッチコピーは「浪速乃弁慶（なにわのべんけい）」。試合の勝利後にリングで歌う等のパフォーマンスをすることが多い。長男と同じく、対戦相手に対して激しい挑発などのパフォーマンスをよく行う。内藤大助戦において数度の反則行為を行い、2007年10月から1年間のライセンス停止の処分が下された。翌年11月復帰を果たした。
  - 2010年2月7日、WBA世界フライ級王者デンカオセーン・カオウィチットを判定で下し、王座を獲得。日本人ボクサー史上初の兄弟世界王者となった。
  - 2013年9月3日、IBF世界スーパーフライ級王座を獲得し、日本人ボクサー史上11人目の2階級制覇達成と、三兄弟による同時世界王者・4団体制覇を達成した。これにより、史上初の三兄弟同時に世界王者タイトルを保持するギネス世界記録に認定された[1]。
  - 2015年9月6日、現役引退（34試合29勝5敗 - デビューから10試合無敗だった）。
  - 現在はKWORLD3ボクシングジム会長。
- 三男：亀田和毅（かめだ ともき、1991年7月12日 - ）
  - 所属は亀田→ヘイモン・ボクシング→協栄→サラス・ボクシング・アカデミー→3150ファイトクラブ（TMKプロモーション）→TRY BOX 平成西山→TMK。
  - キャッチコピーは「El Mexicanito（エル・メヒカニート）」。「兄弟の中で一番センスがある」と長男や次男から評価されている、2008年の北京オリンピックを目指していたがアマチュア機構側との衝突により断念[注 1]。中学校時代からほぼボクシングに専念。卒業後は「武者修行」と称してメキシコにて活動。2008年メキシコでプロデビューを果たした。メキシコではFECARBOXバンタム級王座を皮切りに2012年までWBC世界バンタム級ユース王座やWBC世界バンタム級シルバー王座を含む六つのタイトルを獲得している。
  - 2013年8月1日、WBO世界バンタム級王者パウルス・アムブンダ（ナミビア）と対戦し、3-0の判定勝ちで王座を獲得し、史上初の三兄弟世界王者となり、ギネス世界記録に認定された[2]。
  - 2019年7月13日、現役続行（39試合36勝3敗 - デビューから31試合無敗だった）。

## 事件

### 脱税・申告漏れ
2009年10月、興毅・大毅が揃って東京国税局の税務調査を受け、2007年までの3年間の個人所得について、1億円の申告漏れが発覚した。過少申告加算税なども含めた追徴税額は数千万円にのぼる。
これと同時に史郎が代表取締役を務める亀田プロモーションも税務調査を受け、2年間に約1000万円の申告漏れを指摘された。

### JBC職員による虚偽の告発
2013年9月3日に大毅とロドリゴ・ゲレロの間で行われたIBF世界スーパーフライ級王座決定戦に於いて、使用するグローブをめぐるトラブルからJBC職員を暴行したとして、この職員が興毅・和毅・亀田ジム関係者2人の計4人を相手取り1000万円の損害賠償を求める訴訟を2014年2月6日に東京地裁に起こした。。
これに対して、亀田兄弟はJBC職員を「虚偽の公表をした」として計約3200万円の損害賠償を求めて反訴し、東京地裁は亀田選手側がビデオ撮影した映像などを根拠に「男性職員へのどう喝や暴行があったとは認められない」として、2015年9月30日にJBC職員に320万円の支払いを命じる判決を言い渡した
。JBC職員側は判決を不服として一旦控訴したものの、2016年2月12付けで控訴を取り下げ一審判決が確定した。

### 事実上の国外追放処分
2014年2月7日にJBCが記者会見を開き、負けても王座保持問題に絡み吉井慎次会長と嶋聡マネジャーのライセンス更新を認めないと発表、吉井慎次会長が持っていたクラブオーナーライセンスと嶋聡マネジャーのマネジャーライセンスが事実上剥奪処分となり、会長とマネジャー不在となった亀田ジムは活動停止となり、興行を開催できないだけでなく、選手のライセンスはジムを通してしか申請出来ない為、亀田興毅、亀田大毅、亀田和毅の三兄弟が保持するボクサーライセンスも実質的に失効となり、事実上の追放処分となった。三兄弟が国内で試合をするためには、新たに会長、マネージャーを置くか、他ジムへの移籍などの措置が必要になるが、新たに会長、マネージャーを置くにしても「首のすげ替えや傀儡は許さない」とJBCの浦谷信彰事務局長代行は釘を刺しており、実質的な亀田ジムの運営者である亀田史郎の影響力の排除が求められ、国内移籍するにしてもJBCは書類のみでは許可せず、本人らを厳格に審査して可否を判断するとのことなので容易に移籍することも出来ない。
2014年4月9日にJBCは資格審査委員会並びに倫理委員会を開き、亀田ジムの処分再審議請求を却下する方針を固めた。亀田側から提出された証拠に、再審議が必要と判断する決定的なものはなかったとのこと。
2014年4月21日に東日本ボクシング協会は理事会を開き、2013年12月3日のWBA・IBF世界スーパーフライ級王座統一戦に敗れながらも亀田大毅がIBF王座を保持し混乱を招いた件で、吉井慎次会長がクラブオーナーライセンスを持つジムの会長としては名義貸しの状態で、ジム運営に携わっていない点や、ジム所属選手の海外での試合を報告せず安全管理を怠った点などの理由で吉井慎次会長を全会一致で除名処分とした。
2014年4月25日にJBCは資格審査委員会並びに倫理委員会を開き、上述の吉井慎次会長の持つクラブオーナーライセンスと嶋聡マネージャーのマネージャーライセンスの更新を認めず事実上の資格剥奪処分となった件に関し、処分取り消しを求めた亀田ジム側が提出した証拠に再審議が必要と判断するものが無かった為、亀田ジム側の再審議請求を退けた。
2014年6月16日に東日本ボクシング協会は理事会を開き、亀田ジムが申請した大竹重幸の会長擁立について審議し、「頭をすげ替えただけでは認められない」として、全会一致で亀田ジムの申請を却下した。東日本ボクシング協会の金子健太郎理事（金子ジム）は「ジムの場所、名称がこれまでの亀田ジムと何ら変わらない。五十嵐さん、吉井さんに代わって大竹さんと、頭をすげかえただけではだめ」と説明、大橋秀行会長（大橋ジム）も「ジムの場所も名称も変えて、実体の伴う『大竹ジム』としての申請があれば検討しますが、現実的には時間がかかるでしょう」と突き放し、西日本ボクシング協会からも「断固反対」の決議が届いており、大竹を新会長に擁立しての再出発に頓挫した形になった。また、三兄弟の練習拠点であるK3 BOX&FIT GYMをもとに新規ジムを立ち上げることも、フィットネスジムからプロのボクシングジムとするためには移転・名称変更・加盟金の支払いが必要でありハードルが高いものとなっている。
ただその後、2016年10月に和毅が協栄ジムに移籍しJBCからボクサーライセンスの再交付を受け、さらに2017年1月には興毅も協栄ジム所属のトレーナーとしてJBCからトレーナーライセンスを交付されたため、国外追放処分は事実上解除された。2018年には興毅の現役復帰に伴うボクサーライセンスの再交付申請がJBCになされたが、特に問題になることもなく同年4月に再交付が認められている。
2016年1月にJBCの処分は不当として亀田側は処分は2年間のファイトマネー・興行収入と慰謝料を含めて約6億6600万円の損害賠償を請求する民事訴訟を起こした。 2020年1月に東京地裁は慰謝料請求は退けたものの「JBCの処分は裁量権を逸脱し違法だ」としてファイトマネーを基準とした損害賠償は亀田側の言い分を認めてJBCに4550万円の支払いを命じる判決を言い渡した。

## 亀田プロモーション
株式会社亀田プロモーション（かめだプロモーション）は、2006年に設立された亀田三兄弟の個人事務所。現在の代表取締役社長は亀田興毅（2010年11月1日 - ）。スポンサー契約、テレビ出演などのマネージメント等、主にリング外での亀田三兄弟の活動についてサポートする。姫月が所属する芸能プロダクションのパワーピットと業務提携していた。2023年現在は、後述する「3150 FIGHT」を主催するプロモーターとして活動している。
なお、和毅は2022年のジム移籍とともにアローズエンタテインメントとマネジメント契約を結んだが、2023年10月の「3150 FIGHT Vol.7」に参戦するなど、プロモーターと選手としての関係は続いている。

## 亀田ボクシングジム
亀田ボクシングジム（かめだボクシングジム）は、2008年に設立された亀田兄弟の所属ボクシングジム。当初の正式なジム名は亀田ジム。初代会長は当時亀田プロモーション代表取締役だった五十嵐紀行。ジムは、東京都葛飾区にある亀田兄弟の自宅に隣接する（既存の道場を使用）。2008年5月9日付で協栄ボクシングジムとの契約を解除した亀田兄弟の新所属先として、2008年8月11日、東日本ボクシング協会に加盟。五十嵐会長は、亀田プロモーションのチーフマネージャー（ボクシング未経験者だが特例で承認された）。またトレーナーとなる元ワタナベボクシングジムの吉井慎次が管理責任者に就任をした。
2010年3月27日に行われた長男興毅初防衛戦であるポンサクレック・ウォンジョンカムに敗れたあと父史郎がJBC関係者に暴言を吐いた事件で亀田ジムは無期限活動停止処分となった。ジムへの処分は解除されたが、五十嵐もオーナーライセンス無期限停止となったため、吉井が後任の会長に就任した。この間、三兄弟は一時的に別々のジムで活動していた。
2011年8月31日に行われた、興毅と清水智信との間で行われた防衛戦を含めたダブル世界戦で、暴力団関係者が観戦していたことが判明し、同ジムは日本ボクシングコミッションから厳重注意処分を受けた。
2012年11月、メキシコ出身の元WBC女子世界王者アナベル・オルティスと契約を結び、三兄弟以外で初の所属選手となった。
2014年1月、世田谷区三軒茶屋に移転し、併せて一般会員も受け付ける。
2014年2月、IBF世界スーパーフライ級王者の大毅が、2013年12月3日のWBA・IBF世界スーパーフライ級王座統一戦で敗れながらIBF王座を保持している負けても王座保持問題で、JBCが「職責を果たしていない」として亀田ジムの吉井会長と嶋聡マネジャーのライセンス更新を認めない方針を明らかにした。これにより亀田ジムは活動停止となり、JBCによってジムが機能を失うと日本国内ではプロボクサーとして試合できないため、興毅、大毅、和毅の三兄弟が国内で試合をするには、新たに会長、マネジャーを置くか他ジムへ移籍するなどの措置が必要になった。亀田三兄弟が今後国内で活動するために新会長やジム移籍を申請しても、JBCは書類のみでは許可せず、ジムの運営実態について厳格に審査して可否を判断する方針を示している。
2014年3月1日、東京都世田谷区若林に亀田三兄弟の新たな練習拠点としてK3 BOX&FIT GYM（ケースリー・ボックス・アンド・フィット・ジム）がオープンした。当初は外部からプロ練習生やフィットネス会員も受け入れる予定だったが、前述の理由からプロジムとしては活動できず、フィットネスジムとしての営業開始となった。
2014年4月21日、東日本ボクシング協会は理事会を開き、吉井会長がクラブオーナーライセンスを持つジムの会長としては名義貸しの状態で、ジム運営に携わっていない点や、ジム所属選手の海外での試合を報告せず安全管理を怠った点などの理由で吉井会長を全会一致で除名処分とした。
亀田三兄弟が国内で試合をすることも可能にする為の一時的な措置として亀田三兄弟を「協会預かり」にすることに関して、東日本ボクシング協会の大橋秀行会長は「無い」と断言した。
2014年4月25日、負けても王座保持問題に絡み、吉井会長と嶋マネジャーのライセンス更新を認めずに事実上の資格剥奪処分とした件の処分取り消しを亀田ジム側が求めた件について資格審査委員会並びに倫理委員会を開き、亀田ジム側が提出した証拠に再審議が必要と判断するものが無かった為、亀田ジム側の再審議請求を退けた。
2014年6月16日、東日本ボクシング協会が理事会を開き、亀田ジムが申請していた元協栄ジムマネージャー大竹重幸の新会長擁立について審議し、「頭をすげ替えただけでは認められない」として亀田ジムの申請を全会一致で却下した。
2016年8月31日、K3BOX＆FIT GYMの営業を移転のため一旦終了すると発表した。しかし、10月に和毅の協栄ジム所属選手となったことなどもあり再開には至っていない。

## KWORLD3ボクシングジム
KWORLD3ボクシングジム（ケイ・ワールド・スリー・ボクシングジム）は、大阪市西成区に設立されたボクシングジム。2021年3月に3150ファイトクラブ（さいこうファイトクラブ）として設立され、亀田興毅が初代会長に就任。従来亀田史郎がアマチュア向けの指導を行っていたジムを改組する形で設立され、ジム名は史郎がYouTubeで展開していた企画名を流用。設立時は協栄ジムと契約解除後、海外を拠点としたものの新型コロナウイルス感染拡大のため試合の目途が立たなくなり帰国した亀田和毅に加え、企画に参加してプロになった1期生3人が所属選手となっている。なお、興毅はプロモーターに専念しトレーナーは務めず、史郎も立場上プロの指導はできず、グリーンツダジムで当時小学生だった亀田三兄弟と練習を重ねた経験を有する竹本裕規が中心となって指導に当たる。
2021年5月22日、真正プロモーションによるプロモートの下、豊中市にて無観客興行として初興行「3150 FIGHT vol.0」を開催（当初は5月5日にエディオンアリーナ大阪第2競技場で有観客として開催予定だったが、緊急事態宣言発令のため延期）。和毅の1年10ヶ月ぶりの復帰戦をメインイベントとし、3人のデビュー戦も組まれた。
7月9日、元WBA世界ミニマム級王者の宮崎亮の所属がJBCに掲示された。これにより元世界王者が2名所属することになる。
9月1日、緑ジムよりアマチュア重量級5冠の但馬ミツロと日本フェザー級ランカーの竹嶋宏心が移籍。
9月5日、亀田大毅のトレーナー就任が明らかになった。
12月16日、初のプロモート興行として「3150 FIGHT Vol.1」をメルパルク大阪ホールにて開催し、メインでは緑ジム所属の力石政法が4回TKOを飾り、宮崎の復帰戦も行われた。ただし、この時点でジムにプロモーターライセンス保持者がいなかったため緑ジムから名義を借りて興行を打った。
2022年3月を以て亀田和毅と契約解除。
5月20日付でジム名をKWORLD3ボクシングジムに改称。興行名は「3150 FIGHT」そのままとし、プロモーターライセンスを取得した興毅の肩書も会長から「3150 FIGHTファウンダー」に変更される。会長職は8月26日付で大毅副会長が就任し、興毅ファウンダーはプロモーターに専念する。
8月14日、大阪府立体育会館（エディオンアリーナ大阪）にて初の3150FIGHT完全プロモート興行を開催し、但馬がジム初タイトルとなる日本ヘビー級王座を獲得した。
現在、KWORLDジムと3150FIGHTは互いに独立しており、2024年2月23日には大阪・176BOXにてKWORLD初興行として「BENKEI FIGHT vol.1」を開催した。

### 所属選手
- 竹嶋宏心（日本フェザー級ランカー）
- 船橋真道（2022年全日本新人王決定戦ライト級西軍代表）
- 文能駿祐
- 佐々木る玖（日本スーパーウェルター級ユース王者）
- 北田章太
- 檜皮田知也
- 福重浩輝
- 森本竜馬
- 辻中隼人
- 三好竜太
- 田尻雄司
- 田尻浩司
- 高田祈斉
- マジスカ小坂
- 上江洲タケシ
- 岡朱里
- 中川凌太
- 花田颯
- 檜皮田知也
- 藤崎美樹
- 政所椋

### 過去の所属選手
- 亀田和毅（元WBO世界バンタム級王者。元WBC世界スーパーバンタム級暫定王者。TRY BOX 平成西山ジム→TMK GYMへ移籍）
- 宮崎亮（元WBA世界ミニマム級王者。引退）
- 緒方汐音（元OPBF東洋太平洋・WBOアジア太平洋女子ライトフライ級王者）
- 和田千夜美（一力へ移籍）
- 但馬ミツロ（元日本ヘビー級王者。亀田へ移籍）

### 交通アクセス
- Osaka Metro四つ橋線岸里駅より徒歩2分